# 张景华 (1923年)
张景华（1923年11月—2015年10月13日），男，山东汶上人，中华人民共和国政治人物、军事人物，曾任昆明军区参谋长，第六届全国人大代表。